# Fiat 1500 (1935)
La 1500 è un'automobile prodotta dalla casa automobilistica FIAT dal 1935 al 1950.

## Il contesto
Presentata il 5 settembre 1935 presso tutte le filiali italiane Fiat e commercializzata a partire da quella data  e presente in occasione del salone dell'automobile di Milano due mesi dopo, la "1500" introduceva nel mondo dell'automobile italiana un nuovo concetto, l'aerodinamica (fu la prima auto studiata in galleria del vento), sull'esempio dell'americana Chrysler Airflow dell'anno precedente. Per l'epoca una vera rivoluzione che la Fiat introdurrà anche sulle più piccole 500 "Topolino" e 1100 "Nuova Balilla". Altra novità è il suo motore, un sei cilindri in linea a valvole in testa di 1493 cm³ (alesaggio 65 mm, corsa 75 mm) e 45 CV (circa 33 kW). Di nuova concezione anche le sospensioni anteriori, a ruote indipendenti.Velocità massima di 115 chilometri orari.

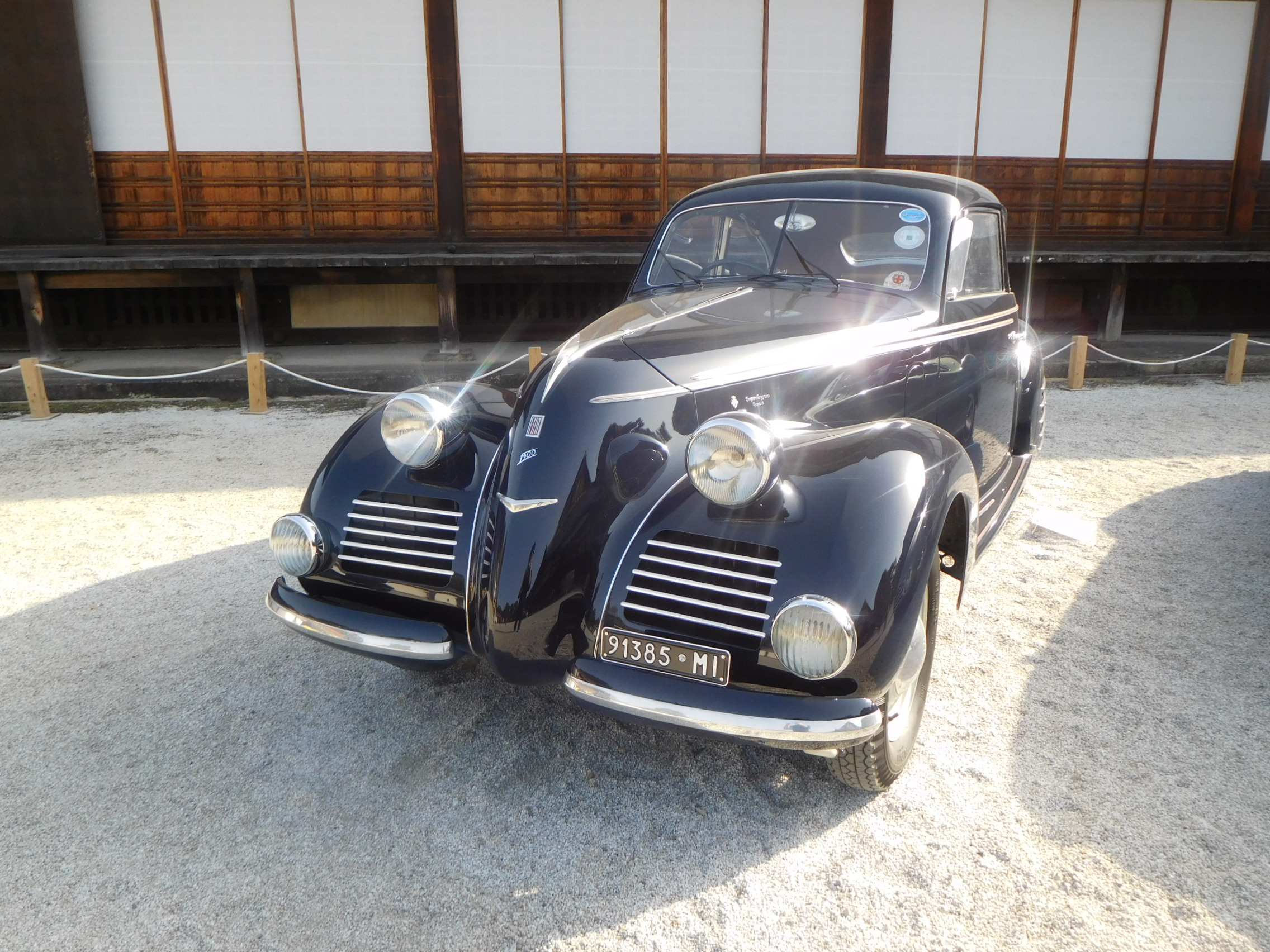
La Fiat 1500 6C Touring

Della "1500" era disponibile, oltre alla versione berlina, anche l'autotelaio, da carrozzare a piacere. Fu acquisita dalla Regia Aeronautica con cabina rigida e tettuccio in tela. Tra i modelli più interessanti su telaio 1500, una coupé aerodinamica carrozzata dalla milanese Touring.
Dopo quattro anni e circa 25 000 esemplari prodotti, alla fine del 1938 venne presentata la seconda serie della "1500", la B. Poche le modifiche rispetto alla prima serie, tra cui la più importante è il potenziamento dei freni.
La "1500 B" non dura poco più che un anno, poiché nel marzo 1940 viene presentata la 1500 C, con il frontale ridisegnato e ispirato a quello dell'ammiraglia di casa Fiat, la 2800.
La Seconda guerra mondiale interrompe la produzione della "1500 C", che riprende immediatamente dopo la guerra. Resterà in produzione fino al 1948, quando arriva la quarta serie della 1500, siglata con la lettera D. Numerose le innovazioni introdotte in questa serie, al cui progetto partecipò anche Dante Giacosa: motore potenziato a 47 CV (circa 34,6 kW), un nuovo sterzo e nuove sospensioni anteriori.Velocità massima passata a 120 chilometri orari.
Nel 1949, in occasione della Fiera del Levante di Bari, viene presentata la 1500 E, che si differenzia dalla serie precedente per alcune modifiche estetiche, determinate soprattutto dalla scomparsa della ruota di scorta esterna, ora alloggiata in un apposito vano (avente anche funzioni di bagagliaio) accessibile dall'esterno e integrato nella parte posteriore della carrozzeria. Altre modifiche riguardano i paraurti (irrobustiti), l'arrivo della seconda velocità sincronizzata e l'adozione del comando del cambio con leva al volante, secondo l'imperante moda "americana". La "1500 E" durerà pochi mesi: infatti nel 1950 sarà pronta la sua erede, la 1400, prima Fiat di nuova progettazione del dopoguerra.

## Produzione
Non sono disponibili i dati relativi alla produzione di ogni modello delle serie A, B e C. 39.439 sono le unità complessive prodotte dalla Fiat. 2.834 sono gli esemplari prodotti della quarta serie "1500D" e 1.691 quelli della quinta serie "1500E". Globalmente, sono 43.964 le Fiat 1500 (1935) prodotte in Italia.